# Lisbeth Olsson
Lisbeth Olsson (Höör, Suecia, 22 de noviembre de 1963) es una microbióloga sueca y profesora de biotecnología industrial en la Universidad Tecnológica de Chalmers en Gotemburgo.

## Primeros años
Olsson nació el 22 de noviembre de 1963 en Höör, Suecia

## Educación
En 1987, Olsson obtuvo su maestría en Ingeniería Química en la Universidad de Lund en Lund, Suecia. En 1994, Olsson adquirió un doctorado en Microbiología Aplicada en la Universidad de Lund en Lund, Suecia.

## Carrera
En 1987, Olsson se convirtió en química analítica para Draco, una compañía farmacéutica, durante un año. En 1994, Olsson comenzó a trabajar como investigadora postdoctoral en la Universidad Técnica de Dinamarca (DTU) en Copenhague, Dinamarca. En 2006, Olsson avanzó en su carrera académica y fue nombrada profesora titular en la Universidad Técnica de Dinamarca. En 2008, Olsson fue reclutada por la Universidad Tecnológica de Chalmers, donde inició su propio grupo de investigación en biotecnología industrial. Su investigación se centra en el diseño y uso de microorganismos y enzimas en procesos en los que los materiales de la pared celular de las plantas se convierten en combustibles, productos químicos y materiales valiosos. También trabaja en el Wallenberg Wood Science Center, que tiene como objetivo desarrollar materiales a partir de la madera. Lidera el proyecto colaborativo nórdico HGBiofuels, que busca desarrollar la producción sostenible de biocombustibles. Además, es asesora técnica para Taurus Energy AB.
En agosto de 2021, el Consejo Sueco de Investigación nombró a Lisbeth Olsson como la nueva Secretaria General para el área de Infraestructuras de Investigación. El Consejo Sueco de Investigación cuenta con cinco científicos que actúan como Secretarios Generales en diferentes áreas. Cada uno tiene un alto nivel de experiencia científica, contribuyendo tanto con conocimientos como con experiencia a la organización. También forman parte del equipo de gestión del Consejo Sueco de Investigación.

## Premios
- Premio de la Fundación Chalmers (2018)[6]
- Premio Charles D. Scott (2018)[7]
- Elegida como miembro de la Academia Real de Ingeniería de Suecia (2017)[8]